# Pseudomonarchia Daemonum
Psudomonarchia Daemonum je magijski priručnik u formi kataloga demona, koji je tiskao njemački liječnik i okultist Johann Weyer 1577. godine kao dodatak svome djelu De praestigiis daemonum.
Popis demona se razlikuje u odnosu na onaj koje donosi Ars Goetia, prva knjiga Lemegetona koja, također daje popis demona te prikladne sate i molitve za njihovo prizivanje. Popisi se razlikuju i po rednom broju i prema karakteristikama duhova, jer je u Weyerovom djelu nabrojeno šezdeset i devet duhova, a u Lemegetonu njih sedamdeset i dvoje. Za razliku od Lemegetona, Pseudomonarchia Daemonum ne donosi pečate demona, niti zahtjeva detaljne rituale za njihovo prizivanje.
Postoji i djelo Livre des esperitz ("Knjiga duhova") koje pokazuje veliku sličnost Weyerovim, a ukazuje na mogućnost da kod Weyerovog djela izostaje dio teksta i određen broj duhova. Sam Weyer navodi kako je pri prijevodu izvora izostavio određeni dio sadržaja.
Weyer je tvrdio kako je za svoj izvor podataka koristio rukopis Liber officiorum spirituum, seu Liber dictus Empto. Salomonis, de principibus et regibus dæmoniorum ("Knjiga službi duhova ili knjiga zvana Empto. Salomon, o prinčevima i kraljevima demona").

## Popis 69 demona
| 1. Bael 2. Aguarès 3. Barbas 4. Pruflas 5. Amon 6. Barbatos 7. Buer 8. Gusoyn 9. Botis 10. Bathym 11. Pursan 12. Eligos 13. Loray 14. Valefor 15. Morax 16. Ipes 17. Naberius 18. Glasya Labolas 19. Zepar 20. Beleth 21. Sytry 22. Paimon 23. Bélial | 24. Bune 25. Forneus 26. Roneve 27. Berith 28. Astarot 29. Forras 30. Furfur 31. Marchocias 32. Malphas 33. Vepar 34. Sabnac 35. Asmodée 36. Gaap 37. Chax 38. Pucel 39. Furcas 40. Murmur 41. Caym 42. Raum 43. Halphaas 44. Focalor 45. Vine 46. Bifrons | 47. Samigina 48. Zagan 49. Orias 50. Volac 51. Gomory 52. Decarabia 53. Amdusias 54. Andras 55. Andrealphus 56. Oze 57. Aym 58. Orobas 59. Vapula 60. Cimeries 61. Amy 62. Flauros 63. Balam 64. Alocer 65. Saleos 66. Vual 67. Haagenti 68. Phoenix 69. Stolas |